# Klaviertrio Nr. 1 (Brahms)
Das Klaviertrio Nr. 1 H-Dur, op. 8, ist ein Trio für Violine, Violoncello und Klavier von Johannes Brahms. Es wurde 1853–54 komponiert und 1889 grundlegend überarbeitet. Beide Fassungen wurden zu Brahms’ Lebzeiten veröffentlicht. Heute wird überwiegend die kürzere und konzentriertere späte Fassung gespielt.

## Entstehung
Der erst zwanzigjährige Johannes Brahms stellte im Januar 1854 sein erstes Klaviertrio fertig. Sein Freund und Mentor Robert Schumann drängte ihn zur Veröffentlichung dieses und weiterer Werke. Im November 1854 erschien das Trio als op. 8 im Verlag Breitkopf & Härtel, Leipzig. Am 13. Oktober 1855 wurde es in Danzig uraufgeführt. Bereits am 27. November 1855 erfolgte eine Aufführung in New York, die lange fälschlicherweise für die Uraufführung gehalten wurde.
Brahms war nicht völlig zufrieden mit seinem Werk und empfand die Drucklegung als verfrüht, wie er seinem Freund Joseph Joachim in einem Brief mitteilte. Dieses Trio und andere Jugendwerke sah er in späteren Jahren als überfrachtet und unnötig umständlich an. Als der Verleger Fritz Simrock das Trio 1888 von Breitkopf & Härtel übernahm und neu herausgeben wollte, nahm Brahms dies zum Anlass für eine umfangreiche Überarbeitung. Diese erfolgte im Sommer 1889. Brahms nahm gravierende Änderungen im ersten, dritten und vierten Satz vor. Er behielt die Hauptthemen bei, komponierte aber andere Themen und die Durchführungsabschnitte ganz neu, wobei er die Sätze auch straffte. Lediglich der zweite Satz blieb ohne größere Eingriffe. Wie substanziell die Änderungen waren, deutete Brahms an, als er an Clara Schumann schrieb, er habe das Trio „noch einmal geschrieben“ und könne es nun eigentlich „op. 108 statt op. 8“ nennen. Zur neuen Nummerierung kam es allerdings nicht. Die Neufassung wurde in Budapest am 10. Januar 1890 mit Brahms am Klavier uraufgeführt und 1891 wieder als op. 8, aber mit dem Zusatz „Neue Ausgabe“, im Verlag Simrock veröffentlicht.

## Satzfolge
Die Anordnung der vier Sätze folgt einer traditionellen Dramaturgie: einem Kopfsatz in Sonatensatzform folgen ein Scherzo, ein langsamer Satz und ein Finale. Sehr ungewöhnlich ist dagegen die Folge der Tonarten: alle vier Sätze stehen in gleichnamigen Tonarten, nämlich in H-Dur oder h-Moll, und den Abschluss des nach seinem Hauptsatz in Dur stehenden Werks bildet ein Satz in Moll.
Die Satzbezeichnungen in der ursprünglichen Version von 1854 und die Tonarten sind:
1. Allegro con moto (H-Dur)
2. Scherzo: Allegro molto – Trio: Più lento (h-Moll)
3. Adagio non troppo (H-Dur)
4. Finale: Allegro molto agitato (h-Moll)

In der revidierten Version der Edition von 1891 lauten die Satzbezeichnungen:
1. Allegro con brio
2. Scherzo: Allegro molto – Meno allegro
3. Adagio
4. Finale: Allegro

Die Aufführungsdauer der Erstfassung beträgt ca. 45 Minuten, die der Spätfassung ca. 35 Minuten.